# Seishinsha
Seishinsha (青心社) était un éditeur japonais, essentiellement connu pour avoir publié des mangas de Masamune Shirow. Une partie du catalogue est diffusée aux États-Unis par VIZ Media & Dark Horse.

## Mangas & livres édités
- Par Masamune Shirow
  - Appleseed
  - Black Magic
  - Dominion
  - Orion chez Dark Horse
  - Intron Depot 4 Bullets
- Naga de Hajime Sorayama
- Poison de You Higuri
- Pixy Junket (manga) de PURE